# وودلاند هيلز (كاليفورنيا)
وودلاند هيلز (بالإنجليزية: Woodland Hills)‏، تقع وودلاند هيلز على حدود جبال سانتا مونيكا في منطقة وادي سان فيرناندو بمدينة لوس أنجلوس الأمريكية.

## المناخ
يظهر الجدول التالي التغييرات المناخية على مدار السنة لوودلاند هيلز، كاليفورنيا:
| البيانات المناخية لـوودلاند هيلز، كاليفورنيا | البيانات المناخية لـوودلاند هيلز، كاليفورنيا | البيانات المناخية لـوودلاند هيلز، كاليفورنيا | البيانات المناخية لـوودلاند هيلز، كاليفورنيا | البيانات المناخية لـوودلاند هيلز، كاليفورنيا | البيانات المناخية لـوودلاند هيلز، كاليفورنيا | البيانات المناخية لـوودلاند هيلز، كاليفورنيا | البيانات المناخية لـوودلاند هيلز، كاليفورنيا | البيانات المناخية لـوودلاند هيلز، كاليفورنيا | البيانات المناخية لـوودلاند هيلز، كاليفورنيا | البيانات المناخية لـوودلاند هيلز، كاليفورنيا | البيانات المناخية لـوودلاند هيلز، كاليفورنيا | البيانات المناخية لـوودلاند هيلز، كاليفورنيا | البيانات المناخية لـوودلاند هيلز، كاليفورنيا |
| الشهر                                        | يناير                                        | فبراير                                       | مارس                                         | أبريل                                        | مايو                                         | يونيو                                        | يوليو                                        | أغسطس                                        | سبتمبر                                       | أكتوبر                                       | نوفمبر                                       | ديسمبر                                       | المعدل السنوي                                |
| -------------------------------------------- | -------------------------------------------- | -------------------------------------------- | -------------------------------------------- | -------------------------------------------- | -------------------------------------------- | -------------------------------------------- | -------------------------------------------- | -------------------------------------------- | -------------------------------------------- | -------------------------------------------- | -------------------------------------------- | -------------------------------------------- | -------------------------------------------- |
| الدرجة القصوى °ف (°م)                        | 95 (35)                                      | 94 (34)                                      | 102 (39)                                     | 106 (41)                                     | 113 (45)                                     | 114 (46)                                     | 119 (48)                                     | 117 (47)                                     | 116 (47)                                     | 111 (44)                                     | 101 (38)                                     | 96 (36)                                      | 119 (48)                                     |
| متوسط درجة الحرارة الكبرى °ف (°م)            | 68.9 (20.5)                                  | 69.6 (20.9)                                  | 73.4 (23.0)                                  | 77.8 (25.4)                                  | 82.5 (28.1)                                  | 88.4 (31.3)                                  | 95.1 (35.1)                                  | 96.7 (35.9)                                  | 92.7 (33.7)                                  | 83.8 (28.8)                                  | 75.0 (23.9)                                  | 68.4 (20.2)                                  | 81.1 (27.3)                                  |
| المتوسط اليومي °ف (°م)                       | 54.2 (12.3)                                  | 55.2 (12.9)                                  | 57.8 (14.3)                                  | 61.4 (16.3)                                  | 65.9 (18.8)                                  | 70.7 (21.5)                                  | 76.1 (24.5)                                  | 76.9 (24.9)                                  | 73.9 (23.3)                                  | 66.6 (19.2)                                  | 58.7 (14.8)                                  | 53.4 (11.9)                                  | 64.3 (17.9)                                  |
| متوسط درجة الحرارة الصغرى °ف (°م)            | 39.4 (4.1)                                   | 40.9 (4.9)                                   | 42.2 (5.7)                                   | 44.9 (7.2)                                   | 49.4 (9.7)                                   | 53.0 (11.7)                                  | 57.1 (13.9)                                  | 57.1 (13.9)                                  | 55.0 (12.8)                                  | 49.4 (9.7)                                   | 42.5 (5.8)                                   | 38.4 (3.6)                                   | 47.5 (8.6)                                   |
| أدنى درجة حرارة °ف (°م)                      | 20 (−7)                                      | 20 (−7)                                      | 27 (−3)                                      | 31 (−1)                                      | 34 (1)                                       | 38 (3)                                       | 47 (8)                                       | 45 (7)                                       | 38 (3)                                       | 30 (−1)                                      | 25 (−4)                                      | 21 (−6)                                      | 20 (−7)                                      |
| الهطول إنش (مم)                              | 3.62 (92)                                    | 4.65 (118)                                   | 2.86 (73)                                    | 1.02 (26)                                    | 0.31 (7.9)                                   | 0.07 (1.8)                                   | 0.02 (0.51)                                  | 0.05 (1.3)                                   | 0.14 (3.6)                                   | 0.93 (24)                                    | 1.34 (34)                                    | 2.76 (70)                                    | 17.77 (451)                                  |
| المصدر:                                      |                                              |                                              |                                              |                                              |                                              |                                              |                                              |                                              |                                              |                                              |                                              |                                              |                                              |

## أعلام
- براد غاريت
- تومي أكينو
- باستر كيتون
- آنا ويبر
- ماري أستور
- باول برات
- ماك سينيت
- ريك أورباخ
- نورما شيرر
- هاتي ماكدانيال